# توني ميركينس
توني ميركينس (بالألمانية: Toni Merkens) مواليد 21 يونيو 1912 في كولونيا - الوفاة 20 يونيو 1944 في باد فيلدباد، ألمانيا، كان دراج ألماني. سبق أن شارك في دورة الألعاب الأولمبية الصيفية وفاز بميدالية أولمبية.

## الميداليات
| الميدالية | المسابقة                       |
| --------- | ------------------------------ |
| ذهبية     | الألعاب الأولمبية الصيفية 1936 |

## روابط خارجية
- توني ميركينس على موقع أرشيف الدراجات (الإنجليزية)
- توني ميركينس على موقع CycleBase (الإنجليزية)
- توني ميركينس على موقع أوليمبيديا (الإنجليزية)